# Kapitän-Schröder-Park
Der Kapitän-Schröder-Park ist eine Parkanlage im Hamburger Stadtteil Altona-Altstadt.

## Geschichte
Die sich hier befindliche Grünfläche erhielt am 12. Mai 2019 den Status eines Parks. Sie wurde zu Ehren vom Kapitän Gustav Schröder benannt, der 906 Juden vor den Nationalsozialisten rettete.

## Anlage
Der Park liegt zwischen der Kirche St. Trinatatis und dem Altonaer Fischmarkt. Bis zum Elbufer ist es vom Park nicht weit. Im Norden des Parks befindet sich unter anderem der Pelikanbrunnen, während im Süden ein Spielplatz liegt. Seit 2022 ist dort außerdem eine Hundewiese vorzufinden. In der Nähe befinden sich hauptsächlich Wohnblöcke.

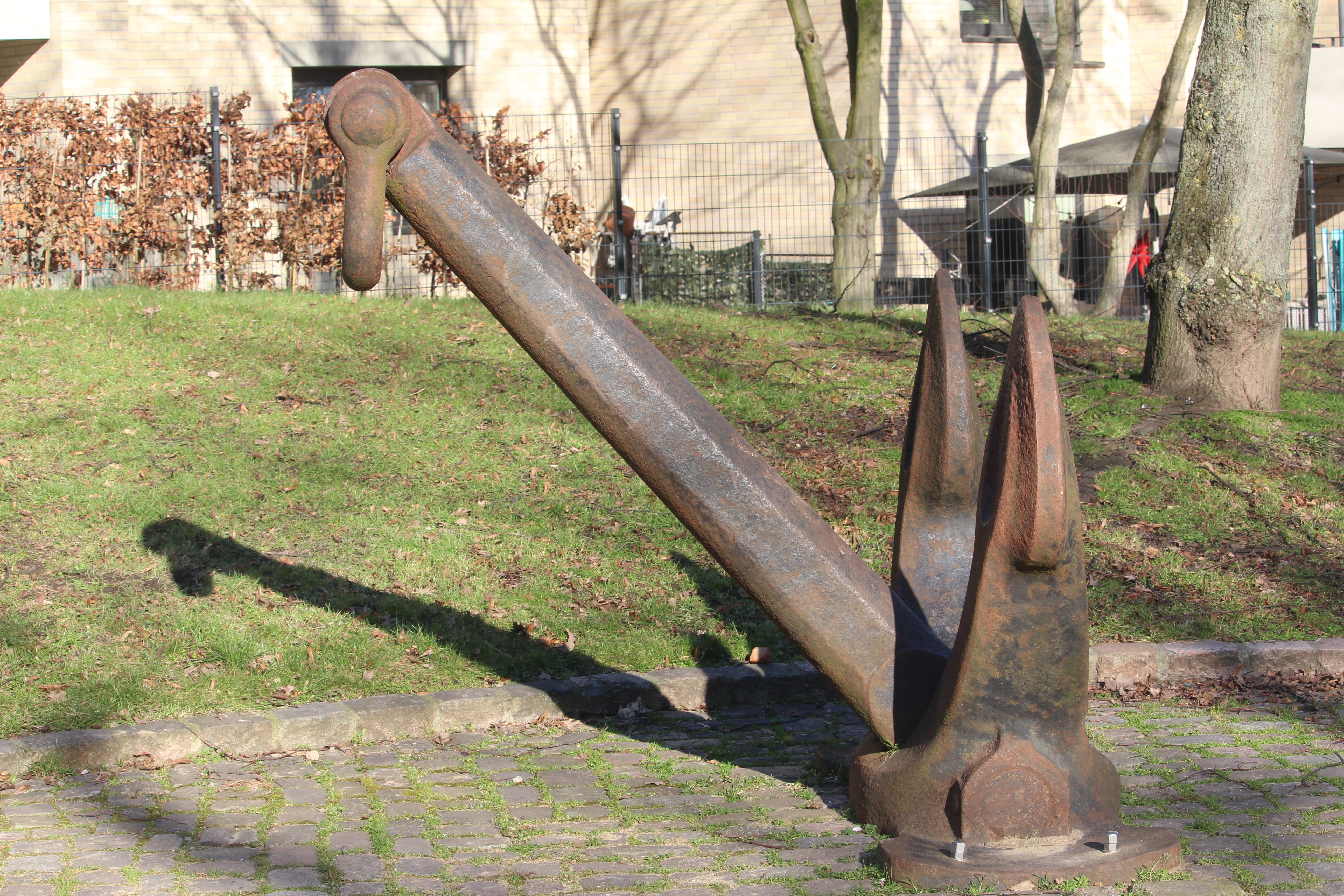
Ein Anker im Park, der zu Ehren von Kapitän Gustav Schröder angelegt wurde.

## Verkehrsanbindung
In der Nähe gibt es einen Übergang zu den Hamburger Buslinien 2 und 111. Bis zum S-Bahn-Haltepunkt Reeperbahn sind es in etwa 350 Meter.